# Вильдфлуш, Игорь Робертович
Вильдфлуш Игорь Робертович (07.05.1940, г. Горки Могилёвской области) — советский и белорусский учёный в области агрохимии, доктор сельскохозяйственных наук, профессор.

## Биография
Родился 7 мая 1940 г. в г. Горки Могилевской области. После окончания средней школы поступил в Белорусскую сельскохозяйственную академию на факультет агрохимии и почвоведения, который окончил в 1964 г. С 1964 по 1966 г. работал инженером-почвоведом в Почвенной экспедиции при БСХА, а с 1966 по 1969 г. — ассистентом кафедры биохимии БСХА. С 1969 по 1972 г. обучался в аспирантуре на кафедре почвоведения БСХА. Под руководством профессора А. М. Брагина подготовил кандидатскую диссертацию по специальности «почвоведение» на тему «Фракционный состав и режим фосфатов в дерново-подзолистой почве в зависимости от степени окультуренности и применяемой системы удобрения в севообороте», которую защитил в БСХА в 1972 г. В этом же году И. Р. Вильдфлушу была присуждена ученая степень кандидата сельскохозяйственных наук.
С 1972 по 1973 г. работал ассистентом кафедры почвоведения, а с 1974 по 1979 г. — ассистентом кафедры агрохимии, затем — старшим преподавателем кафедры агрохимии. В 1981 г. избран на должность доцента кафедры агрохимии.
Результаты исследований фосфатного режима дерново-подзолистых почв и приемов эффективного использования минеральных удобрений явились основой докторской диссертации на тему «Формы фосфатов в дерново-подзолистых почвах Республики Беларусь и способы рационального использования минеральных удобрений», которую защитил в 1995 г. в г. Минске в РУП «Институт почвоведения и агрохимии».
В 1996 г. избран заведующим кафедрой агрохимии БСХА, а в 1998 г. ему было присвоено ученое звание профессора по специальности «агрономия». Проводил многоплановые агрохимические исследования. На протяжении ряда лет являлся руководителем научно-технических программ или их разделов (по гранту Фонда фундаментальных исследований Республики Беларусь, государственных научно-технических программ «Агрокомплекс», «Агропромкомплекс — возрождение села», «Земледелие и растениеводство», «Биорациональные пестициды», «Биопродуктивность», «Инновационные системы земледелия» и др.).
Создал научную агрохимическую школу по проблемам оптимизации фосфатного режима дерново-подзолистых почв, исследованию эффективности новых форм удобрений, бактериальных диазотрофных и фосфатмобилизующих биопрепаратов, регуляторов роста растений, разработке энергосберегающей технологии комплексного применения удобрений и средств защиты растений при возделывании сельскохозяйственных культур. Под его руководством и при непосредственном консультировании подготовлено 12 диссертаций, в том числе 10 кандидатских и 2 докторские.
Результаты исследований и достижения агрохимической науки опубликованы в монографиях, научных статьях в журналах, газетах, сборниках научных трудов, а также использованы при написании учебников, учебных пособий, учебных программ, рекомендаций производству.
По результатам исследований опубликованы 445 научных и научно-методических работ, в том числе 38 книг, 3 учебника, 20 учебных пособий, 7 монографий, 6 справочников, 22 рекомендации производству, а также ряд научно-популярных книг («Агрохимия в вопросах и ответах» и др.), 159 статей в научных журналах СССР, Беларуси, России, Польши и других стран, получен патент на изобретение.
В 2000 г. И. Р. Вильдфлуш избран академиком Белорусской инженерной академии, а в 2009 г. — академиком Международной академии аграрного образования (Россия).
За выдающийся вклад в развитие высшего образования распоряжением Президента Республики Беларусь на 2001/02 учебный год И. Р. Вильдфлушу установлена ежемесячная персональная надбавка к зарплате. За цикл учебников и учебных пособий (8 работ) по агрохимическим дисциплинам для студентов вузов и учащихся средних специальных учебных заведений аграрного профиля в соавторстве в 2003 г. удостоен Государственной премии Республики Беларусь.
В 2006 г. в соавторстве за цикл научных работ «Пути повышения эффективности минеральных удобрений и качества растениеводческой продукции» присуждена премия Национальной академии наук Беларуси.
На протяжении ряда лет являлся председателем профбюро и председателем методической комиссии факультета, членом совета агроэкологического факультета и ученого совета БГСХА, двух советов по защите диссертаций (в БГСХА и Институте почвоведения и агрохимии НАН Беларуси), председателем научно-технического совета по агрономии и экологии БГСХА, членом УМО аграрных вузов, ВАК по назначению стипендий молодым одаренным ученым, общества почвоведов, входил в состав редколлегии журналов «Вестник БГСХА», «Почвоведение и агрохимия» и «Agricultura» (Щецин, Польша).
За многолетнюю плодотворную работу неоднократно награждался Почетными грамотами Министерства сельского хозяйства и продовольствия, Национальной академии наук Беларуси, Государственного комитета по науке и технологиям Республики Беларусь, Министерства природных ресурсов и охраны окружающей среды Республики Бела-русь, Высшей аттестационной комиссии Республики Беларусь, грамотами Президиума Академии аграрных наук Республики Беларусь, Министерства образования, ректората Белорусской государственной сельскохозяйственной академии, нагрудным знаком "Юбилейная медаль «В честь 80-летия Национальной академии наук Беларуси».
За значительный вклад в науку и образование имя И. Р. Вильдфлуша в 2016 г. занесено в Книгу славы Могилевщины. В 2015 г. награждён медалью Франциска Скорины.

## Научная школа

### Доктора сельскохозяйственных наук
- 1. Персикова Тамара Филипповна. Научные основы эффективного использования биологического азота в условиях дерново-подзолистых почв Беларуси. Минск, 2003.
- 2. Воробьёв Вадим Борисович. Трансформация гумусового состояния дерново-подзолистой легкосуглинистой почвы под влиянием антропогенной нагрузки. Минск, 2019.

### Кандидаты сельскохозяйственных наук
- 1. Каршид Абдул Гани (Сирия). Эффективность способов внесения новых форм однокомпонентных и сложных фосфорсодержащих удобрений в севообороте под кукурузу и озимую рожь. Горки, 1991.
- 2. Гурбан Константин Александрович. Влияние удобрений и регуляторов роста на урожайность и качество зерна яровой пшеницы и ячменя на дерново-подзолистых легкосуглинистых почвах северо-восточной части Беларуси. Минск, 2001.
- 3. Мастеров Алексей Сергеевич. Влияние удобрений и регуляторов роста на урожайность и качество яровой тритикале и картофеля на дерново-подзолистых легкосуглинистых почвах северо-восточной части Республики Беларусь. Минск, 2002.
- 4. Каль Марина Николаевна. Агрохимические приемы детоксикации загрязненных тяжелыми металлами дерново-подзолистых легкосуглинистых почв и снижения их накопления в растениеводческой продукции. Минск, 2002.
- 5. Прокопенков Дмитрий Николаевич. Эффективность комплексного применения жидкого азотного удобрения КАС и средств защиты растений при возделывании яровой пшеницы и ярового рапса на дерново-подзолистых легкосуглинистых почвах. Минск, 2004.
- 6. Цыганова Анна Александровна. Эффективность применения бактериальных препаратов, микроудобрений и регуляторов роста при возделывании озимой ржи и кукурузы на дерново-подзолистой легкосуглинистой почве северо-восточной части Беларуси. Минск, 2008.
- 7. Мижуй Сергей Михайлович. Эффективность комплексного применения минеральных удобрений, фунгицидов и регуляторов роста при возделывании яровых ячменя и тритикале на дерново-подзолистой легкосуглинистой почве. Минск, 2008.
- 8. Батыршаев Эдуард Муратбиевич. Эффективность комплексного применения КАС, микроудобрений и средств защиты растений при возделывании озимых пшеницы и тритикале на дерново-подзолистой легкосуглинистой почве. Минск, 2010.
- 9. Мурзова Ольга Викторовна. Эффективность применения новых форм макро-, микроудобрений и регуляторов роста при возделывании овса голозерного и пленчатого на дерново-подзолистой легкосуглинистой почве. Минск, 2017.
- 10. Ионас Екатерина Леонидовна. Влияние новых форм удобрений и регуляторов роста на продуктивность и качество сортов картофеля на дерново-подзолистой легкосуглинистой почве. Минск, 2018.

## Монографии
- 1. Вильдфлуш, И. Р. Фосфор в почвах и земледелии Беларуси: монография / И. Р. Вильдфлуш, А. Р. Цыганов, В. В. Лапа. — Минск: БИТ «Хата», 1999. — 196 с.
- 2. Экологические и медико-социальные аспекты охраны природной среды и здоровья населения: монография / В. Г. Макарова, А. Р. Цыганов, Ю. А. Мажайский, И. Р. Вильдфлуш [и др.]. — Минск: БИТ «Хата», 2002. — 286 с.
- 3. Персикова, Т. Ф. Биологический азот в земледелии Беларуси: монография / Т. Ф. Персикова, А. Р. Цыганов, И. Р. Вильдфлуш. — Минск: БИТ «Хата», 2003. — 238 с.
- 4. Удобрения и качество урожая сельскохозяйственных культур: монография / И. Р. Вильдфлуш [и др.]. — Минск: УП «Технопринт», 2005. — 276 с.
- 5. Цыганов, А. Р. Биофизические основы рациональных способов внесения минеральных удобрений: монография / А. Р. Цыганов, А. М. Гордеев, И. Р. Вильдфлуш. — Горки: БГСХА, 2006. — 252 с.
- 6. Эффективность применения микроудобрений и регуляторов роста при возделывании сельскохозяйственных культур: монография / И. Р. Вильдфлуш [и др.]. — Минск: Белорус. наука, 2011. — 293 с.
- 7. Комплексное применение средств химизации при возделывании зерновых культур: монография / И. Р. Вильдфлуш [и др.]. — Минск: Белорус. наука, 2014. — 174 с.

## Учебники и учебные пособия
- 1. Применение удобрений на основе материалов агрохимического обследования почв: учеб. пособие для студентов сельхозвузов / С. П. Кукреш, И. Р. Вильдфлуш [и др.]. — Горки: БГСХА, 1994. — 71 с.
- 2. Агрохимия: учебник для студентов высших учебных заведений / И. Р. Вильдфлуш [и др.]. — Минск: Ураджай, 1995. — 480 с.
- 3. Цыганов, А. Р. Экологические проблемы агрохимии: учеб.-метод. пособие / А. Р. Цыганов, И. Р. Вильдфлуш, Т. Ф. Персикова. — Минск: УМЦ Минсельхозпрода Респ. Беларусь, 1997. — 75 с.
- 4. Практикум по агрохимии: учеб. пособие / И. Р. Вильдфлуш [и др.]. — Минск: Ураджай, 1998. — 270 с.
- 5. Ионас, В. А. Система удобрения сельскохозяйственных куль-тур: учеб. пособие / В. А. Ионас, И. Р. Вильдфлуш, С. П. Кукреш. — Минск: Ураджай, 1998. — 270 с.
- 6. Агрохимия: учеб. пособие / И. Р. Вильдфлуш [и др.]. — Минск: Ураджай, 2000. — 319 с.
- 7. Агрохимия: учебник для с.-х. вузов / И. Р. Вильдфлуш [и др.]. — Минск: Ураджай, 2001. — 480 с.
- 8. Рациональное применение удобрений: учеб. пособие / И. Р. Вильдфлуш [и др.]. — Горки: БГСХА, 2002. — 322 с.
- 9. Агрохимические регламенты для повышения плодородия почв и эффективного использования удобрений: учеб. пособие / В. В. Лапа, А. Р. Цыганов, Н. Н. Ивахненко, Г. В. Василюк, И. Р. Вильдфлуш, Г. П. Шапшеева. — Горки: БГСХА, 2002. — 48 с.
- 10. Расчет доз удобрений на планируемую урожайность сельскохозяйственных культур: учеб. пособие / В. В. Лапа, А. Р. Цыганов, В. Н. Босак, И. Р. Вильдфлуш. — Горки: БГСХА, 2003. — 37 с.
- 11. Кукреш, С. П. Применение удобрений на основе материалов агрохимического и радиологического обследования почв: учеб. пособие / С. П. Кукреш, И. Р. Вильдфлуш, С. Ф. Ходянкова. — Минск, 2003. — 132 с.
- 12. Крупномасштабное агрохимическое и радиологическое обследование почв: практич. пособие по прохождению учеб. и производствен. практики учащимися сред. спец. и студентами высш. учреждений образования / И. Р. Вильдфлуш [и др.]. — Минск: ГУ «Учеб.-метод. центр Минсельхозпрода», 2004. — 81 с.
- 13. Система применения удобрений. Дипломное и курсовое проектирование: учеб. пособие для студентов спец. «Агрохимия и почвоведение», «Защита растений и карантин» / С. Ф. Шекунова, И. Р. Вильдфлуш [и др.]. — Минск: УП «ИВЦ Минфина», 2005. — 136 с.
- 14. Система применения удобрений. Дипломное и курсовое проектирование: учеб. пособие для студентов агроэколог. и агроном. факультетов / С. Ф. Шекунова, И. Р. Вильдфлуш [и др.]. — Горки: БГСХА, 2009. — 150 с.
- 15. Агрохимия. Практикум: учеб. пособие / И. Р. Вильдфлуш [и др.]; под ред. И. Р. Вильдфлуша, С. П. Кукреша. — Минск: ИВЦ Минфина, 2010. — 368 с.
- 16. Мишура, О. И. Минеральные удобрения и их применение при современных технологиях возделывания сельскохозяйственных культур: учеб. пособие / О. И. Мишура, И. Р. Вильдфлуш, В. В. Лапа. — Горки: БГСХА, 2011. — 176 с.
- 17. Агрохимия: учеб. пособие / И. Р. Вильдфлуш [и др.]; под ред. И. Р. Вильдфлуша. — Минск: РИПО, 2011. — 300 с.
- 18. Агрохимия: учебник / И. Р. Вильдфлуш [и др.]; под ред. И. Р. Вильдфлуша. — Минск: ИВЦ Минфина, 2013. — 704 с.
- 19. Крупномасштабное и радиологическое обследование почв: пособие / И. Р. Вильдфлуш [и др.]. — Горки: БГСХА, 2013. — 84 с.
- 20. Агрохимия и система применения удобрений: учеб.-метод. пособие / С. Ф. Шекунова [и др.]; под ред. И. Р. Вильдфлуша. — Горки: БГСХА, 2016. — 258 с.
- 21. Современные технологии возделывания сельскохозяйственных культур: учеб.-метод. пособие / И. Р. Вильдфлуш [и др.]; под ред. И. Р. Вильдфлуша, П. А. Саскевича. — Горки: БГСХА, 2016. — 383 с.
- 22. Вильдфлуш, И. Р. Агрохимия. Удобрения и их применение в современном земледелии: учеб.-метод. пособие / И. Р. Вильдфлуш, В. В. Лапа, О. И. Мишура. — Горки: БГСХА, 2019. — 405 с.
- 23. Агрохимия. Учебная практика: учеб.-метод. пособие / И. Р. Вильдфлуш [и др.]; под ред. И. Р. Вильдфлуша. — Горки, 2018. — 177 с.

## Справочники, книги
- 1. Каликинский, А. А. Агрохимия в вопросах и ответах / А. А. Каликинский, И. Р. Вильдфлуш, В. А. Ионас. — Минск: Ураджай, 1991. — 240 с.
- 2. Любительский сад и огород / И. Р. Вильдфлуш [и др.]. — Минск: Ураджай, 1995. — 592 с.
- 3. Справочная книжка дачника-овощевода / Е. В. Малашевич, И. Ф. Кравцов, Э. И. Липницкий, И. Р. Вильдфлуш [и др.]. — Минск: Ураджай, 2000. — 192 с.
- 4. Справочная книжка дачника-овощевода / Е. В. Малашевич, И. Ф. Кравцов, Э. И. Липницкий, И. Р. Вильдфлуш [и др.]. — 2-е изд. — Минск: Ураджай, 2001. — 192 с.
- 5. Ваш богатый огород / А. П. Шкляров, С. А. Бонадысев, В. Н. Босак, И. Р. Вильдфлуш [и др.]. — Минск: Универсам Пресс, 2005. — 316 с.
- 6. Справочник агрохимика / В. В. Лапа, Н. И. Смеян, И. М. Богдевич, А. Р. Цыганов, И. Р. Вильдфлуш [и др.]. — Минск: Белорус. наука, 2007. — 390 с.
- 7. Справочное пособие руководителя сельскохозяйственной организации: в 2 ч. / В. А. Баркулов, И. Р. Вильдфлуш [и др.]; под ред. А. П. Курдеко. — Минск: ИВЦ Минфина, 2012. — Ч. 2. — 480 с.
- 8. Александр Риммович Цыганов: К 60-летию со дня рождения / сост. И. Р. Вильдфлуш [и др.]. — Минск: Белорус. наука, 2013. — 269 с.
- 9. Справочник агронома / И. Р. Вильдфлуш [и др.]; под ред. И. Р. Вильдфлуша, П. А. Саскевича. — Горки: БГСХА, 2017. — 315 с.